# Tom Reyners
Tom Reyners (Bree, 20 aprile 2000) è un calciatore belga, attaccante del Beerschot VA.

## Carriera

### Club
Cresciuto nel settore giovanile del Genk, il 15 giugno 2020 è stato acquistato dal Waasland-Beveren ed il 22 agosto ha debuttato in prima squadra nell'incontro di Pro League perso 4-1 contro lo Zulte Waregem. Ha segnato il suo primo gol il 9 aprile 2022 nella partita di seconda divisione persa 2-1 contro il RWDM47.
Il 7 luglio 2023 ha firmato un contratto di due anni con il Beerschot VA, con cui nella stagione 2023-2024 ha vinto la Challenger Pro League, venendo poi riconfermato in rosa anche per la stagione 2024-2025, giocata in prima divisione.

### Nazionale
Ha giocato con le nazionali giovanili belghe Under-15, Under-16, Under-18 ed Under-19.

## Statistiche

### Presenze e reti nei club
Statistiche aggiornate al 5 maggio 2025.
| Stagione        | Squadra         | Campionato      | Campionato | Campionato | Coppe nazionali | Coppe nazionali | Coppe nazionali | Coppe continentali | Coppe continentali | Coppe continentali | Altre coppe | Altre coppe | Altre coppe | Totale | Totale | Totale |
| Stagione        | Squadra         | Comp            | Pres       | Reti       | Comp            | Pres            | Reti            | Comp               | Pres               | Reti               | Comp        | Pres        | Reti        | Pres   | Reti   |        |
| --------------- | --------------- | --------------- | ---------- | ---------- | --------------- | --------------- | --------------- | ------------------ | ------------------ | ------------------ | ----------- | ----------- | ----------- | ------ | ------ | ------ |
| 2020-2021       | SK Beveren      | PL              | 1          | 0          | CB              | 0               | 0               | -                  | -                  | -                  | -           | -           | -           | 1      | 0      |        |
| 2021-2022       | SK Beveren      | 1B              | 22         | 1          | CB              | 0               | 0               | -                  | -                  | -                  | -           | -           | -           | 22     | 1      |        |
| 2022-2023       | SK Beveren      | CPL             | 13         | 0          | CB              | 1               | 0               | -                  | -                  | -                  | -           | -           | -           | 14     | 0      |        |
| 2023-2024       | Beerschot VA    | CPL             | 30         | 10         | CB              | 2               | 0               | -                  | -                  | -                  | -           | -           | -           | 32     | 10     |        |
| 2024-2025       | Beerschot VA    | PL              | 24         | 1          | CB              | 2               | 0               | -                  | -                  | -                  | -           | -           | -           | 26     | 1      |        |
| Totale carriera | Totale carriera | Totale carriera | 90         | 12         |                 | 5               | 0               |                    | -                  | -                  |             | -           | -           | 95     | 12     |        |

## Palmarès

### Club

#### Competizioni nazionali
- Challenger Pro League: 1

Beerschot VA: 2023-2024